# Adrián Delgado
Adrián Antonio Adrián Delgado (Caracas, 14 de mayo de 1977) es un actor de teatro, cine y televisión venezolano. Creció en La Guaira. Hijo de Antonio Adrián y Yaneida Delgado. Graduado en Economía en la UCV.

## Biografía
Comenzó su carrera artística en el programa de televisión infantil  "Nubeluz". Luego debutó como protagonista en 1997 de la mano de Venevisión en la serie juvenil A todo corazón. Seguidamente, participó en diversas producciones dramáticas como Mujercitas, Muñeca de trapo, Guerra de mujeres, Las González, Rebeca, telenovela grabada en Estados Unidos, Sabor a ti, Se solicita príncipe azul, Voltea pa’ que te enamores, y ¿Vieja yo?, la cual protagonizó junto a Mimí Lazo, Harina de otro costal, en la que actuó como figura antagónica; Natalia del mar, Para verte mejor, y en la producción Intriga tras Cámaras.
En el 2013 forma parte del elenco de la telenovela De todas maneras Rosa, escrita por Carlos Pérez, y en 2015 participa en A puro corazón, el cual es una versión de la telenovela que protagonizó hace 18 años, A todo corazón, donde pasa de un papel de alumno, a uno de profesor.
Sobre las tablas, ha participado en las piezas teatrales Hollywood Style, Hércules, el musical, Cabaret, Espejos, de Annie Baker, 
En el cine ha formado parte del reparto de los films Miranda regresa, dirigido por Luis Alberto Lamata y Reverón, del director Diego Rísquez, que fue premiado como Mejor Largometraje en el Festival de Oriente 2011